# 德胜门 (北京)
39°57′00″N 116°22′46″E / 39.9499°N 116.3795°E
德胜门，是明清北京城内城北城墙西侧的城门，始建于明朝洪武四年（1371年），正统年间得以扩建，规模最大时有城楼、箭楼、瓮城和闸楼等部分，瓮城内还建有真武庙等建筑。自1915年起，德胜门的城楼、瓮城等部分被陆续拆除，至20世纪60年代仅余箭楼，现存的德胜门箭楼位于中华人民共和国北京市德胜门桥南侧。2006年，德胜门箭楼被列为全国重点文物保护单位。

## 历史
明朝洪武元年（1368年），徐达率军攻克元大都，由于此时元大都已不再被当做首都，其城池规模必须被削，故洪武四年（1371年）时，大都城墙北侧被大幅南移，且与原安贞门、健德门相对的位置再开两座城门，是为明清北京城的安定门和德胜门。正统元年至正统四年（1436年至1439年），德胜门加修城楼、箭楼、瓮城和闸楼:46。此后明朝弘治、嘉靖、隆庆、万历、天启年间，和清朝顺治、康熙、雍正、乾隆、嘉庆年间均重修德胜门，其中康熙十八年（1679年）京师大地震时，德胜门的城楼和箭楼时严重受损，城楼和箭楼得以重建。光绪二十六年（1900年），德胜门被八国联军毁坏，光绪二十八年（1902年）时得以重修。1915年，德胜门瓮城和闸楼在修建环城铁路时被拆除，德胜门箭楼成为独立建筑。为登上箭楼所需，箭楼内侧加修了之字形台阶。1921年，德胜门城楼因梁架朽坏被拆除，仅余城台。20世纪20年代时，瓮城西侧的乾隆二十三年（1758年）所建的祈雪碑被拆。20世纪30年代时，瓮城内原有的真武庙塌毁。中华人民共和国成立后，1951年，德胜门箭楼得以修缮。1955年，德胜门的城台和券门被拆，扩大为德胜门豁口:40-42。20世纪60年代，为了修建环城地下铁路，北京内城城墙被大规模拆除，德胜门箭楼得以保存:95。1976年唐山大地震中，德胜门箭楼有所损毁。1979年，德胜门箭楼被公布为北京市文物保护单位。1979年至1982年，北京市政府拨专款修缮德胜门箭楼:42，在修缮过程中保留了箭楼西侧的一段瓮城城墙。1982年，德胜门箭楼文物保管所成立:29。1992年，瓮城内原有的真武庙被恢复:814-815，1993年10月28日被辟为古代钱币展览馆:85。2006年，德胜门箭楼被列为全国重点文物保护单位。

## 结构
德胜门原有城楼、瓮城和箭楼三个部分。德胜门城楼被拆除前，其台基东西长39.85米，南北长26.60米，顶部东西长35.1米，南北长19.90米。底部南侧券门高8米，宽6.85米，北侧券门高6.10米，宽5.6米。城台上的城楼面阔五间进深三间，东西长31.5米，南北宽16.8米，高约24米。瓮城在被拆除前平面近似长方形，南端东西两侧呈直角，北端呈圆弧形。南北长117米，东西长70米，东侧开有券门，券门上建有一座闸楼。瓮城北端建有一座真武庙，建筑面积2659平方米。:41:85
德胜门箭楼为德胜门如今仅存的建筑。该箭楼位于高12.6米的砖石结构城台上，城台墙体略有收分，东西宽39.5米，顶部建有雉堞和女墙。箭楼高19.6米，坐南朝北，灰筒瓦绿琉璃剪边，重檐歇山顶，前楼后厦。南侧有三座朝南开的过梁式门。南侧的厦座面阔五间，东西长25米，南北长7.6米，顶部为四檩单坡顶。厦座北侧的楼体面阔七间，进深两间，东西长34米，南北宽12米。全楼上下分四层，其中一层位于重檐之间，其余三层位于下檐下面。楼内由金柱与承重梁、穿插梁和跨空枋为承重结构，该箭楼阔面每层开12个孔，窄面各开4个孔，另抱厦的东西两侧各开一个孔，总计82个箭孔。:29:815